# Кир (Сирија)
Кир, ( стгрч. Κύρρος, лат. Cyrrhus, арап. حوروس Неби Хури) – древни град на сјеверу Сирије, на путу из Антиохије у Зеугму. Име је добио по истоименом македонском граду; према популарној легенди (почев од VI вијека) – у част персијског краља Кира.

## Положај
Рушевине Неби-Хурија леже у маслињацима 70 км сјеверозападно од Алепа и 28 км сјеверно од Азаза, близу границе са Турском. Најближе насеље, село Даир Саван, удаљено је 6 км од археолошког налазишта. На два километра од њега сачувана су два римска моста, подигнута у 3. вијеку н. е.  Ближи, преко ријеке Сабун, означавао је источну границу древног града. Други мост изграђен је преко ријеке Африн.

## Историја
Град је основао македонски војсковођа Антигон I, или Селеук I, око 300. п. н. е. Назив му је био Македонски град Кир. 
Андроник Кирски саградио је Кулу вјетрова у Атини.
Кир је пао под власт Велике Јермениије у 1. вијеку прије н. е. Затим је постао римски град, када је Помпеј заузео Сирију 64. године прије Христа. Кир је тада добио улугu предстраже у борби Римљана са Парћанима. У првом вијеку наше ере град је постао римски административни, војни и економски центар на трговачком путу између Антиохије и Зеугме, важног града на Еуфрату, и ковао је сопствени новац. У њему је била смјештена X римска легија Фретенсис (Mореуза). У току 3. вијека неколико пута је потпадала под власт Сасанида. У њиховом налету 256. године Кир је тешко пострадао. 
У касној антици, у Киру су се налазиле мошти светих мученика Козме и Дамјана. Град је процвјетао током византијске епохе, поставши центар провинције Кирестика и епископско сједиште. У вријеме епископа Теодорита Кирског, Кир је постао омиљено мјесто ходочашћа. 
У 6. вијеку град је обновио у утврдио ромејски цар Јустинијан. Упркос свему, Арапи су га заузели 637. године и преименовали у Куорош. 
У 11. вијеку су га заузели крсташи. Током крсташких ратова, до 1150. године, Кир је био дио Едеске грофовије. Године 1150. град је освојио селџучки атабек Нур ад Дин Махмуд. Под влашћу зенгидских атабека град је постепено пропадао и становници су га напустили. Од некадашњих православних храмова данас су остале само запуштене рушевине. Арапски путописци из 13. и 14 вијека га описују га као велики град и као велике рушевине.

## Археолошки налази
Археолошка ископавања у Киру вршена су 1952-1993. године од старне групе француских археолога под руководством Едмона Фрезула.
Први налази показали су квадратну основу са Хиподамовском схемом и са главном улицом са колонадама, типичним за хеленистички исток. Изгледа да је пут остао неизмењен све до арапског доба. 
Рушевине укључују два римска моста, саграђена у 3. вијеку нове ере, величанствено позориште изван града, чији амфитеатар пречника 115 метара представља један је од највећих римских амфитеатара на тлу данашње Сирије, затим темеље хришћанске базилике и дијелове градских зидина. 
Византијска кула из 6. вијека подигнута је на врху брда, иза позоришта, са јасним примјерима грчког и египатског уплива у дизајнерском раду.

## Кирски епископи
- Сириције (325-341)
- Авгар (341-359)
- Астерије (359-381)
- Исидор (381-423)
- Теодорит (423-457)
- Јован I (475-484)
- Сергије I (512-532) монофизит

## Сиро-јаковитски епископи
- Јован II (630)
- Бакх (793)
- Соломон (798-817)
- Сергије II (817-818)
- Аврам (818-845)
- Илија (845)
- Арон (845-846)
- Исак I (846-873)
- Сергије III (878-883)
- Гаврило (897-909)
- Исак II (909-922)
- Киријак (922-935)
- Јован III (965-985)
- Андреј (985-1003)
- Кирил (1003-1030)

## Знаменити житељи
- Авидије Касије (око 130-175) - римски војсковођа и узурпатор
- Теодорит Кирски (око 383-457) - византијски богослов, епископ града Кира